# Arte pobre

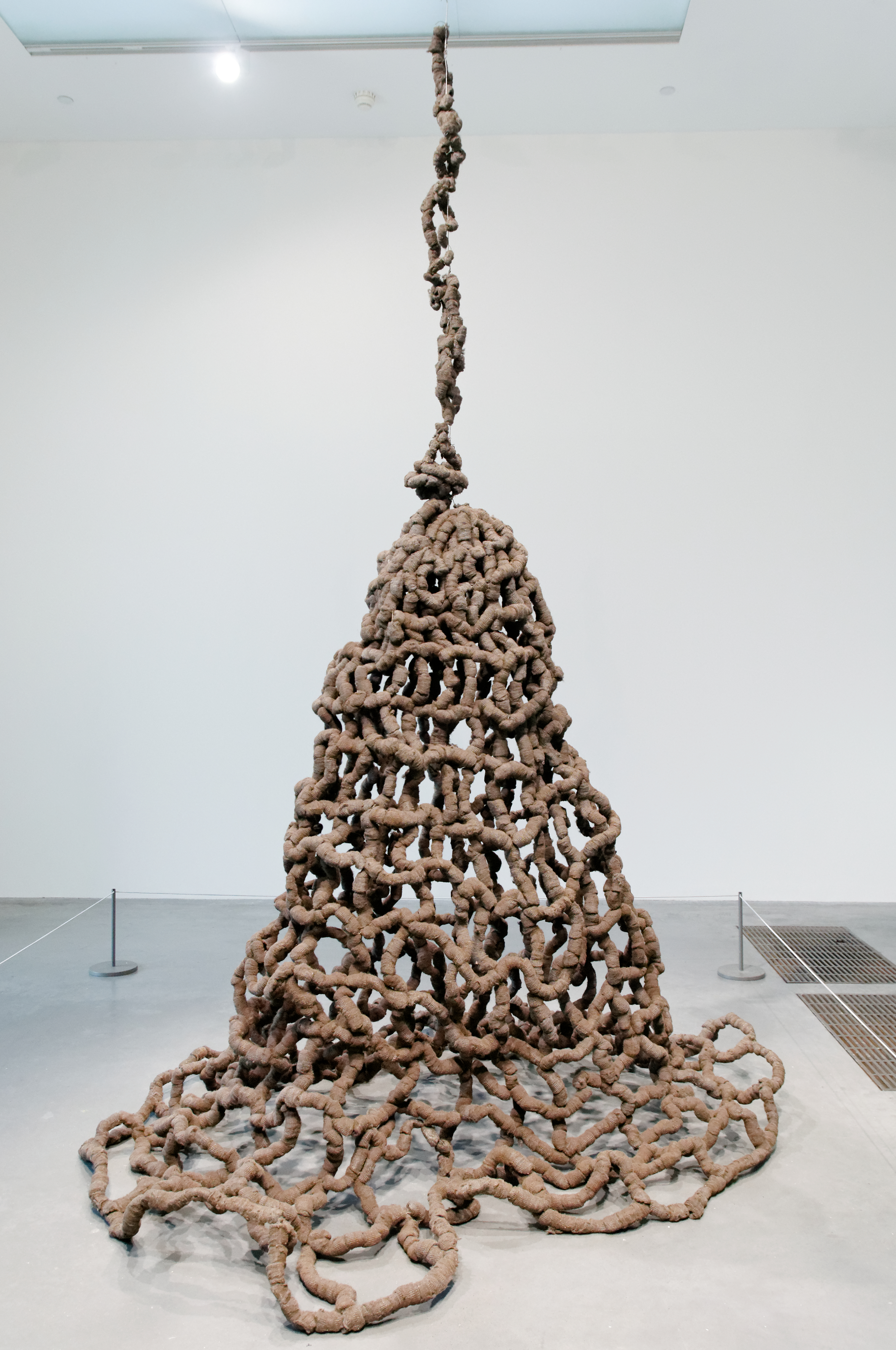
Pino Pascali, Trapola, 1968

El arte pobre (del italiano: arte povera) es un movimiento artístico surgido en Italia en la segunda mitad de la década de 1960, al cual se adhirieron autores del ámbito predominantemente turinés. Fue llamado así por Germano Celant, debido a que se utilizan para su creación materiales humildes y pobres, generalmente no industriales (plantas, sacos de lona, grasas, cuerdas, tierra, troncos, piedras). Estos materiales se valoran principalmente en sus cambios, ya que a medida que se van deteriorando, transforman la obra.
Mario Merz destaca entre los artistas italianos que han practicado este arte. Sus obras parten de las estructuras elementales desarrolladas por el matemático medieval Fibonacci, para quien el desarrollo derivaba no de la simple sucesión de números, sino de la progresión en la cual cada número resulta de la suma de los dos precedentes. Esta progresión matemática es la que publica Merz en cualquiera de sus trabajos, ya sean objetos, espacios, vegetales, etc. Como por ejemplo, la disposición de paquetes de periódicos en el suelo, con los números de Fibonacci realizados en neón o grupo de frutas y verduras esparcidos por el suelo, que se van deteriorando como sucede con otros fenómenos naturales, o la realización de un iglú recubierto por una estructura de neón, donde aparece la serie de números Fibonacci.
Destacan asimismo: Jannis Kounellis, Luciano Fabro, Richard Serra; y entre los alemanes Joseph Beuys (1921-1985). El material preferido de este último era la grasa, con la cual realizaba enigmáticos objetos o recubría otros, en los que destacaba principalmente, el valor expresivo del propio material. En los años sesenta (1960), junto con otro artista alemán, Wolf Vostell, y los vieneses del grupo Fluxus, Beuys llevó a cabo infinidad de Happenings en los que se hacía patente su marcado inconformismo.

## Descripción
El término arte povera (del italiano arte pobre) es una tendencia dada a conocer a finales de la década de 1960, cuyos creadores utilizan materiales considerados pobres, de muy fácil obtención, como madera, hojas o rocas, vajilla, placas de plomo o cristal, vegetales, telas, carbón o arcilla, o también materiales de desecho y, por lo tanto, carecían de valor.
En un esfuerzo por huir de la comercialización del objeto artístico, ocupan el espacio y exigen la intervención del público. Tratan de provocar una reflexión entre el objeto y su forma, a través de la manipulación del material y la observación de sus cualidades específicas. Un artista típico es Mario Merz (n. 1925), famoso por sus iglú, (estructuras hemisféricas realizadas con materiales diversos) por ejemplo su obra Do We Go Around Houses, or Do Houses Go Around Us? (1977/85).
El arte povera, rechazaba los iconos de los mass media y las imágenes reductivistas, así como también las industriales del pop art y el minimalismo. Propone un modelo de extremismo operacional basado en valores marginales y pobres. Utiliza un alto grado de creatividad y espontaneidad e implica una recuperación de la inspiración, la energía, el placer y la ilusión convertida en utopía. El arte povera prefiere el contacto directo con los materiales sin significación cultural alguna, materiales que no importa su procedencia, ni uso, que sean reutilizados o transformados por el artista.
Acuñado por el crítico y comisario de arte italiano Germano Celant en 1967 para el catálogo de la exposición 'Arte povera – Im Spazio', intentaba describir la tendencia de una nueva generación de artistas italianos de trabajar con materiales nada tradicionales y supuso una importantísima reflexión estética sobre las relaciones entre el material, la obra y su proceso de fabricación y también un claro rechazo hacia la creciente industrialización, metalización y mecanización del mundo que les rodeaba, incluido el del arte. Aunque originario de ciudades como Turín, Milán, Génova o Roma y de carácter muy heterogéneo, el movimiento tuvo en seguida mucha influencia, gracias a la documenta V de Kassel, en las escenas artísticas europea y americana.
El término se usó por primera vez una exposición veneciana en el año 1967. El artista povera asumía una nueva actitud, donde tomaba posesión de una realidad que es el verdadero sentido de su ser. Proponía un modo de vida inventivo y antidogmático. El artista povera debía trabajar sobre cosas del mundo, producir hechos mágicos, descubrir raíces de los acontecimientos partiendo de materiales y principios dados en la naturaleza. No expresa juicios sobre su entorno. El arte povera también es considerado por el artista como una extensión del cuerpo y el alma del mismo conectándose directamente con el entorno, la naturaleza y todo lo que le rodea, entrando en armonía. Sus obras aunque no convencionales tienen una gran armonía y estilo únicos, dado por los materiales no comunes con los que se trabaja.
En 2009, Michelangelo Pistoletto y Salvatore Garau expusieron juntos en la muestra "Di tanto mare. Salvatore Garau - Michelangelo Pistoletto".

## Artistas representativos
- Vik Muniz
- Carolina Pavia
- Modest Cuixart
- Albert Vidal García
- Giovanni Anselmo
- Carl Andre
- Alighiero Boetti
- Joseph Beuys
- Pier Paolo Calzolari
- Rossella Cosentino
- Walter De Maria
- Jan Dibbets
- Luciano Fabro
- Hans Haacke
- Piero Manzoni
- Eva Hesse
- Jose Maria Jujol
- Jannis Kounellis[5]
- Richard Long
- Mario Merz
- Marisa Merz
- Robert Morris
- Nam June Paik
- Giulio Paolini
- Pino Pascali
- Giuseppe Penone
- Michelangelo Pistoletto
- Wolf Vostell
- Gilberto Zorio
- Chantal De Rementería
- Miguel Segura
- Sebastian von Unger
- Pedro Naretto
- Matias Perales Sandoval
- Liliana Maresca
- Armando Reverón
- Gian Carlo Riccardi

## Enlaces
- Exposición internacional de la Nada